# Hrvatska republička nogometna liga 1948./49.
Hrvatska republička nogometna liga (također kao i Hrvatska liga, Liga NR Hrvatske) je ponovno uvedena u sezoni 1948./49., te je predstavljala treći stupanj nogometne lige u Jugoslaviji. 
 
Sudjelovalo je 10 klubova, a prvak je bio Milicioner iz Zagreba. 
 
Zbog uvođenja Treće savezne lige za 1950., Hrvatska liga je u narednoj sezoni postala liga četvrtog ranga.

## Formiranje lige
- Tekstilac (Varaždin) i Kvarner (Rijeka), povratnici iz Druge savezne lige
- Braća Bakić (Bjelovar), prvak Prve zone
- Slaven (Borovo), drugoplasirana ekipa Druge zone
- Milicioner (Zagreb), Naprijed (Sisak) i Zagreb, iz Treće zone
- Šibenik i Zadar, dve prvoplasirane ekipe iz Četvrte zone
- Pula, drugoplasirana ekipa Pete zone

## Ljestvica
| mj.    | klub                 | ut. | pob. | ner. | por. | gol+ | gol- | bod |
| ------ | -------------------- | --- | ---- | ---- | ---- | ---- | ---- | --- |
| 1.     | Milicioner Zagreb    | 18  | 13   | 3    | 2    | 48   | 14   | 29  |
| 2.     | Zagreb               | 18  | 11   | 4    | 3    | 32   | 13   | 26  |
| 3.     | Šibenik              | 18  | 10   | 4    | 4    | 29   | 13   | 24  |
| 4.     | Slaven Borovo        | 18  | 10   | 2    | 6    | 30   | 22   | 22  |
| 5.     | Tekstilac Varaždin   | 18  | 6    | 6    | 6    | 22   | 26   | 18  |
| 6.     | Kvarner Rijeka       | 18  | 8    | 1    | 9    | 32   | 33   | 17  |
| 7.     | Naprijed Sisak       | 18  | 7    | 2    | 9    | 25   | 25   | 16  |
| 8.     | Zadar                | 18  | 5    | 4    | 9    | 16   | 29   | 14  |
| 9.     | Pula                 | 18  | 2    | 4    | 12   | 18   | 54   | 8   |
| 10.    | Braća Bakić Bjelovar | 18  | 1    | 4    | 13   | 18   | 40   | 6   |
|        |                      |     |      |      |      |      |      |     |
| Izvori |                      |     |      |      |      |      |      |     |

- Borovo Naselje ranije dio Borova, danas dio Vukovara
- plasirali se u Drugu saveznu ligu:
  - Kvarner Rijeka (saveznom odlukom)[2]
  - Milicioner Zagreb
- plasirali se u Treću saveznu ligu:
  - Šibenik
  - Zagreb
- Novi članovi lige (nakon kvalifikacija):
  - Dinamo Vinkovci
  - Jedinstvo Zagreb
  - Mladost Zagreb
  - Slavija Karlovac
  - Rudar Raša
  - Sloboda Varaždin

## Rezultatska križaljka
| kratica | klub                 | BRB | KVA | MIL | NAP | PULA | SLA | ŠIB | TEK | ZAD | ZAG |
| --- | -------------------- | --- | --- | --- | --- | ---- | --- | --- | --- | --- | --- |
| BRB | Braća Bakić Bjelovar |     |     |     |     |      |     |     |     |     |     |
| KVA | Kvarner Rijeka       |     |     |     |     |      |     |     |     |     |     |
| MIL | Milicioner Zagreb    |     |     |     |     |      |     |     |     |     |     |
| NAP | Naprijed Sisak       |     |     |     |     |      |     |     |     |     |     |
| PULA | Pula                 |     |     |     |     |      |     |     |     |     |     |
| SLA | Slaven Borovo        |     |     |     |     |      |     |     |     |     |     |
| ŠIB | Šibenik              |     |     |     |     |      |     |     |     |     |     |
| TEK | Tekstilac Varaždin   |     |     |     |     |      |     |     |     |     |     |
| ZAD | Zadar                |     |     |     |     |      |     |     |     |     |     |
| ZAG | Zagreb               |     |     |     |     |      |     |     |     |     |     |
| |                      |     |     |     |     |      |     |     |     |     |     |
| podebljan rezultat - utakmice od 1. do 9. kola (1. utakmica između klubova) rezultat normalne debljine - utakmice od 10. do 18. kola (2. utakmica između klubova) rezultat nakošen - nije vidljiv redoslijed odigravanja međusobnih utakmica iz dostupnih izvora rezultat nakošen i smanjen * - iz dostupnih izvora nije uočljiv domaćin susreta prekrižen rezultat - poništena ili brisana utakmica p - utakmica prekinuta 3:0 p.f. / 0:3 p.f. - rezultat 3:0 bez borbe |                      |     |     |     |     |      |     |     |     |     |     |